# بيغي جونز
بيغي جونز (بالإنجليزية: Peggy Jones)‏ هي عازفة قيثارة أمريكية، ولدت في 19 يوليو 1940، وتوفيت في 16 سبتمبر 2015.